# Peinture Bogaerts
Peinture Bogaerts was een reproductiebedrijf voor schilderijen en portretschilderijen met hoofdvestiging in Boxtel (Nederland). Het bedrijf werd in 1880 opgericht in 's-Hertogenbosch door Henricus Adrianus Bogaerts, onder de bedrijfsnaam 'Peinture H. Bogaerts') en was minstens tot in 1938 operationeel. Andere benamingen voor het bedrijf zijn "Kunstinrichtingen H. Bogaerts & Cie" (de officiële bedrijfsnaam), "Kunstinrichtingen Peinture Bogaerts", "Peinture H. Bogaerts" en "H. Bogaerts & Co." De benaming Peinture Bogaerts is de meest bekende en de meest gangbare.
Henri Bogaerts was gehuwd met Catherina Wilhelmina Maria Lutkie (’s-Hertogenbosch, 27 mei 1845 – Boxtel, 30 juni 1901) en maakte tussen 1879 en 1902 met succes duizenden reproducties, tezamen met zijn vier zoons:
Hubert (Hubertus Aloisius Henricus Maria Bogaerts, ’s-Hertogenbosch, 18 november 1869 – ?),
Emile (Emilius Henricus Christianus Maria Bogaerts, ’s-Hertogenbosch, 5 mei 1873 – Vught, 14 februari 1939),
Henri jr. (Henricus Aloysius Wilhelminus Maria Bogaerts, ’s-Hertogenbosch, 1 mei 1877 – Boxtel, 24 februari 1933)
Louis (Aloisius Antonius Henricus Maria Bogaerts, ’s-Hertogenbosch, 6 september 1878 – Nuenen (Nuenen, Gerwen en Nederwetten), 27 oktober 1957)
Van 1891 tot minstens 1938 bevond Peinture Bogaerts zich te Boxtel, eerst op Burgakker 6 (1891-1900), daarna in de Molenstraat 8-10 (1900-1921) en ten slotte in de Stationsstraat 105 (van ca. 1922 tot minstens 1938). In 1902 was er een vestiging van Peinture Bogaerts in de Bergstraat 20 te Brussel (La Société Belge des Portraits Bogaerts) dat werd uitgebaat door de oudste zoon Hubert Bogaerts. Volgens Scheen & van Oirschot (1963) werd Peinture Bogaerts na de dood van Henri Bogaerts jr. in 1933 opgeheven, maar onder meer in de 'Zeeuwsche Koerier' van april 1938, meer dan vijf jaar ná het overlijden van Henri Bogaerts jr., wordt nog een opdracht voor "Kunstinrichtingen H. Bogaerts & Co" te Boxtel voor levering van een in olieverf geschilderd portret vermeld. In de 'Vlissingse Courant' dd. 31/10/1938 wordt in een advertentie melding gemaakt van een schenking van een olieverfportret van Ludwig van Beethoven door H. Bogaerts & Cie., Boxtel. In tegenstelling tot wat Altena, van de Laar en Stijnman (1997) en Scheen & van Oirschot (1963) in hun publicaties vermelden, was Peinture Bogaerts dus nog minstens tot in 1938 actief.

## De reproductietechniekenPeinture Bogaerts
De reproductietechnieken Peinture Bogaerts zijn een eigen uitvinding van Henri Bogaerts sr. waarvoor hij op 17/12/1878 patent aanvroeg. Het patent werd erkend onder het United States Patent nr. 212887 van 4/3/1879. Waarschijnlijk was hij al rond 1876 met de ontwikkeling van zijn reproductietechnieken begonnen. De Peinture Bogaerts bestond in feite uit twee technieken. Enerzijds was er de reproductietechniek waarmee de familie Bogaerts bestaande schilderijen imiteerde (vanaf 1879), en anderzijds het portrettenbedrijf dat van zwart-witfoto’s geschilderde portretten in kleur maakte (eveneens vanaf 1879). Men kon een foto opsturen en kreeg een geschilderd portret terug. Er hoefde dus niet geposeerd te worden, waardoor men voor weinig geld toch een schilderij had. Henri Bogaerts en zijn zoons Hubert, Henri jr. en Louis maakten gedurende meer dan veertig jaar (1891 – 1938) reproducties van schilderijen en fotoportretten die men bijna niet van het origineel kon onderscheiden. Zijn zoon Emile hield zich bezig met de administratie en het management van het bedrijf. Ook de oudste zoon, Hubert, vroeg patent aan voor een procédé waarmee kopieën van olieverfschilderijen konden gemaakt worden. Het werd aangevraagd op 18/9/1905 en erkend onder het United States Patent nr. 827606 van 31/7/1906.
Ondanks veel onderzoek weet men nog altijd niet precies op welke manier een Peinture Bogaerts tot stand kwam.

### Reproductietechniek voor de productie van geïmiteerde schilderijen
Voor de reproductie van geïmiteerde schilderijen (replica’s van reeds bestaande schilderijen) werd een afbeelding met behulp van fotografie (lichtdruk) in kleuren op geprepareerd schilderslinnen of op een paneel gedrukt dat al voorzien was van een reliëf van penseelstreken (dit reliëf werd gevormd door een metalen cliché in een dikke grondlaag te drukken). Daarna werd de druk met olieverf overschilderd. De reproductietechniek van Peinture Bogaerts was eigenlijk een malprocedé. De schilderijen werden in tekening en kleur weergegeven en het oppervlak van het origineel schilderij werd geïmiteerd. Hierdoor kon het origineel meerdere keren gereproduceerd worden. De schildering gecombineerd met het reliëf en de gelijkenis met de oorspronkelijke afbeelding suggereerden dat men te maken had met een origineel schilderij. Maar als men zulk geïmiteerd schilderij nauwkeurig bekijkt bemerkt men dat de penseelstreken dikwijls helemaal niet met de afbeelding op het schilderij overeenkomen. Soms lopen de penseelstreken dwars over verschillende kleuren. Dit komt doordat voor elk geïmiteerd schilderij hetzelfde, al van een reliëf met penseelstreken voorzien oppervlak (schildersdoek of paneel) gebruikt werd, een "mal-oppervlak" dus. Om een duidelijk beeld te krijgen van de opbouw van deze schilderijen werden laag voor laag kleine monsters genomen die in een laboratorium onderzocht werden. Zo ontdekte men dat onder de verflaag een dun laagje met een dikte van slechts drie tot negen micrometer zat dat geen verflaag was. Door de aanwezigheid van dit dunne laagje kon men aantonen dat er voor de vervaardiging van geïmiteerde schilderijen een drukgang aan te pas kwam. De exclusieve reproducties werden aangeprezen als 'sieraad zoowel in pastorieën en kloosters als in de huiskamers van katholieken.'

### Geschilderde portretten op basis van zwart-wit foto’s

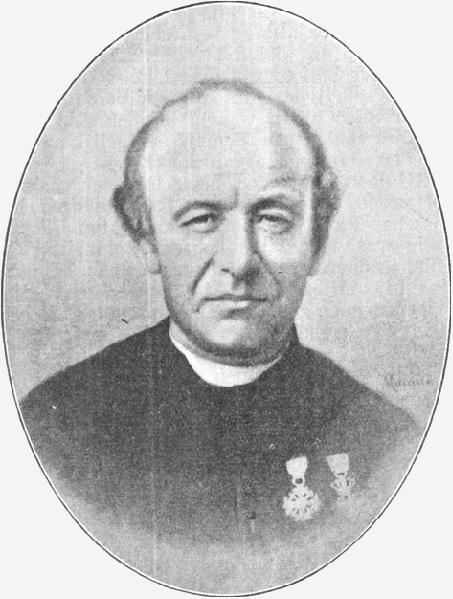
Het bidprentje van Guido Gezelle (november 1899). Het is gebaseerd op een foto uit maart 1889 door Gustave Macaire van een portrettekening in houtskool.

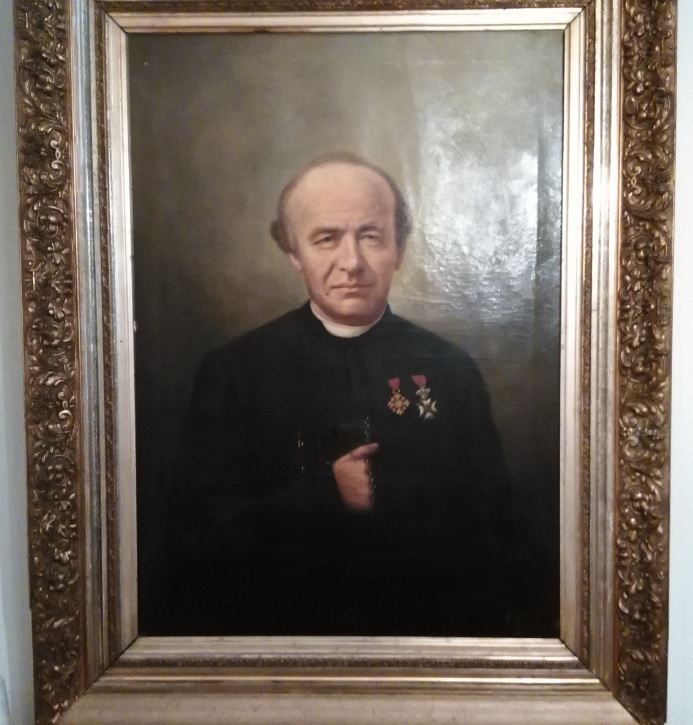
Schilderij in olieverf van Guido Gezelle met zijn twee eretekens, door het atelier Bogaerts Bruxelles (1902). Hoogte 109 cm x breedte 84 cm.

Naast reproducties maakte Peinture Bogaerts ook peintures in de vorm van geschilderde portretten in kleur die naar (toentertijd zwart-wit) foto’s werden gemaakt. Men kon eenvoudig een foto naar het bedrijf opsturen of naar een vertegenwoordiger van het bedrijf, tezamen met een haarlok en opgave van de kleur van de ogen. Van de foto werd in de donkere kamer een lithografie gemaakt die men uitvergroot en in spiegelbeeld door middel van een voor die tijd zeer geavanceerde en unieke vorm van lichtdruk (een druktechniek) op geprepareerd schilderslinnen afdrukte. Op de inkt bracht men een doorzichtig laagje aan waarop geschilderd kon worden zonder dat de inkt zich met de verf kon mengen. De kunstschilder gebruikte de afdruk van de donkere gedeelten van het gezicht, zoals het haar, als onderliggende tekening. Deze donkere laag is soms nog zichtbaar. De haar- en schaduwgedeelten werden door dunne lagen olieverf overschilderd zodat de donkere, gedrukte laag eronder nog voldoende zichtbaar was. Handen, kleding en achtergrond werden met een dikke laag olieverf geschilderd. Hubert Bogaerts (of zijn atelier te Brussel) maakte in de laatste helft van 1902 een portretschilderij van onder meer de Vlaamse priester-dichter Guido Gezelle. Hiervoor gebruikte hij een foto uit 1889. De gelijkenis tussen deze foto en het portretschilderij is frappant. Het werd op verzoek van Jan Tremmery (Kortrijk, 28 augustus 1855 – Kortrijk, 24 april 1927) gemaakt, meer dan waarschijnlijk naar aanleiding van de herdenking van Guido Gezelle te Kortrijk op 20 april 1903.